# Nedre Rudasjön
Nedre Rudasjön eller Nedre Rudan, är en sjö i Haninge kommun i Stockholms län som ingår i Tyresåns huvudavrinningsområde. Sjön är 14,5 meter djup, har en yta på 0,0686 kvadratkilometer och befinner sig 39,3 meter över havet. Cirka 400 meter norr om Nedre Rudan ligger Övre Rudasjön. Namnet Ruda lär härstamma från det gammalsvenska ordet för "röja" men enligt en annan teori kommer namnet av att det förr fanns gott om karpfisken ruda i de två sjöarna.

## Historik
Under brons och järnåldern hängde Övre och Nedre Rudasjöarna ihop och var en del av ett farbart vattendrag som fortsatte via Drevviken till Kalvfjärden och Östersjön. Genom landhöjningen gick kontakten förlorad men rester efter forntida verksamhet och bosättning finns bevarade vid Övre Rudasjön där fornborgen Ruda skans ligger troligen från bronsåldern. Idag finns bara en mindre å kvar mellan sjöarna.

## Allmänt
Sjön ingår i Tyresåns sjösystem där den avvattnas norrut via Övre Rudasjön till Dammträsk och vidare ut i Drevviken. Söderut sker en mindre avvattning till Lillsjön. Sjön som ligger i anslutning till skogsområdet Hanveden är till större delen belägen inom kommundelen Handen och strax sydväst om Haninge Centrum. En mindre del av sjön ingår i kommundelen Jordbro.  Nedre Rudasjön är ett av Stockholms bästa fiskevatten för regnbågslax.

## Friluftsområde
Sjön ingår i sin helhet i Rudans naturreservat där även Sörmlandsleden passerar. Nedre Rudan är en viktig del i Rudans friluftsområde som utbreder sig i skogarna runtomkring och på grönområdet mellan de båda Rudasjöarna. Här ligger bland annat Rudans gård och Ormteatern. 
Grönområdet är även utgångspunkt för flera motionsspår, bland dem den 1,7 respektive 2,3 kilometer långa Maxingeslingan som sträcker sig runt Nedre Rudan.  Slingan är ett tillgänglighetsanpassat motionsspår som har en hårdgjord, slät yta vilken gör den tillgänglig för exempelvis rullstol, permobil eller barnvagn. Slingan är även belyst och markerad av plåtbrickor med text Maxingeslingan.
Vid sjöns norra sida finns en liten badplats med sandstrand och en badramp med ledstänger. Längs med slingan finns sittbänkar och flera rullstolsanpassade grillplatser. Vid sjöns västra sida går Maxingeslingan nära vattnet, delvis på gångbryggor. På östra sidan sträcker den sig i skogen högt över sjön. Längst i söder dominerar sumpskog.

## Bilder

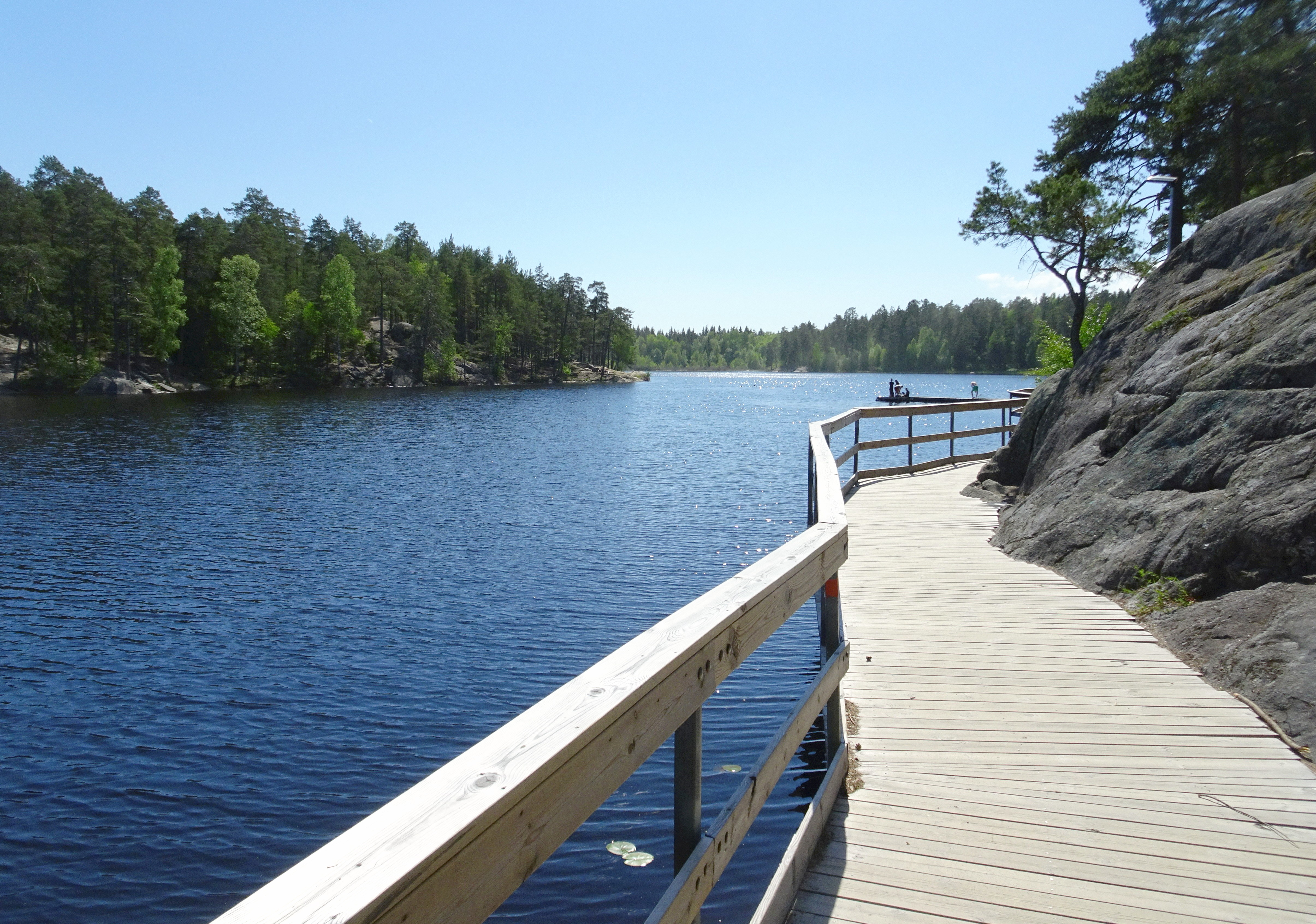
Gångbrygga på västra sidan.
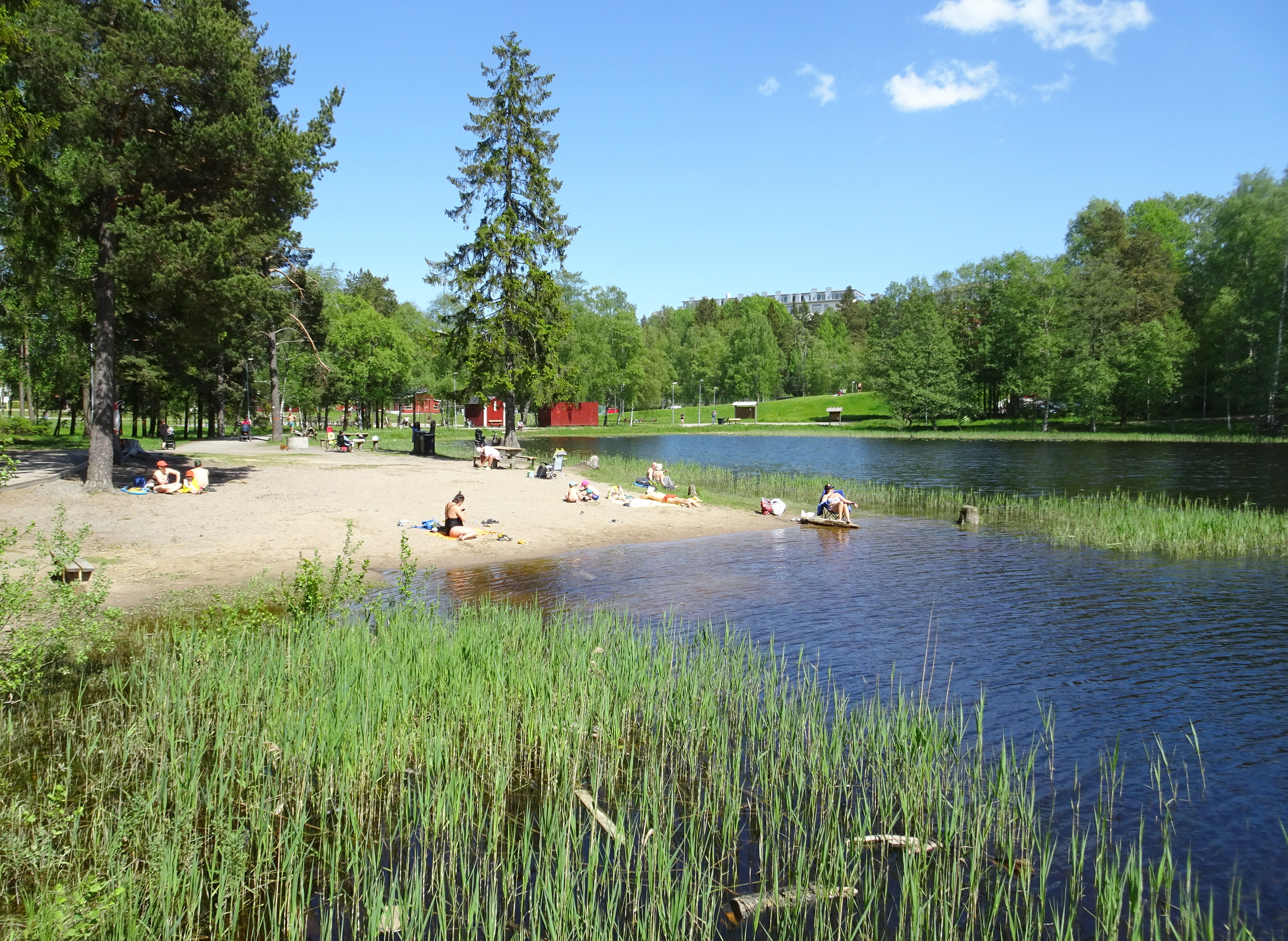
Badplatsen.
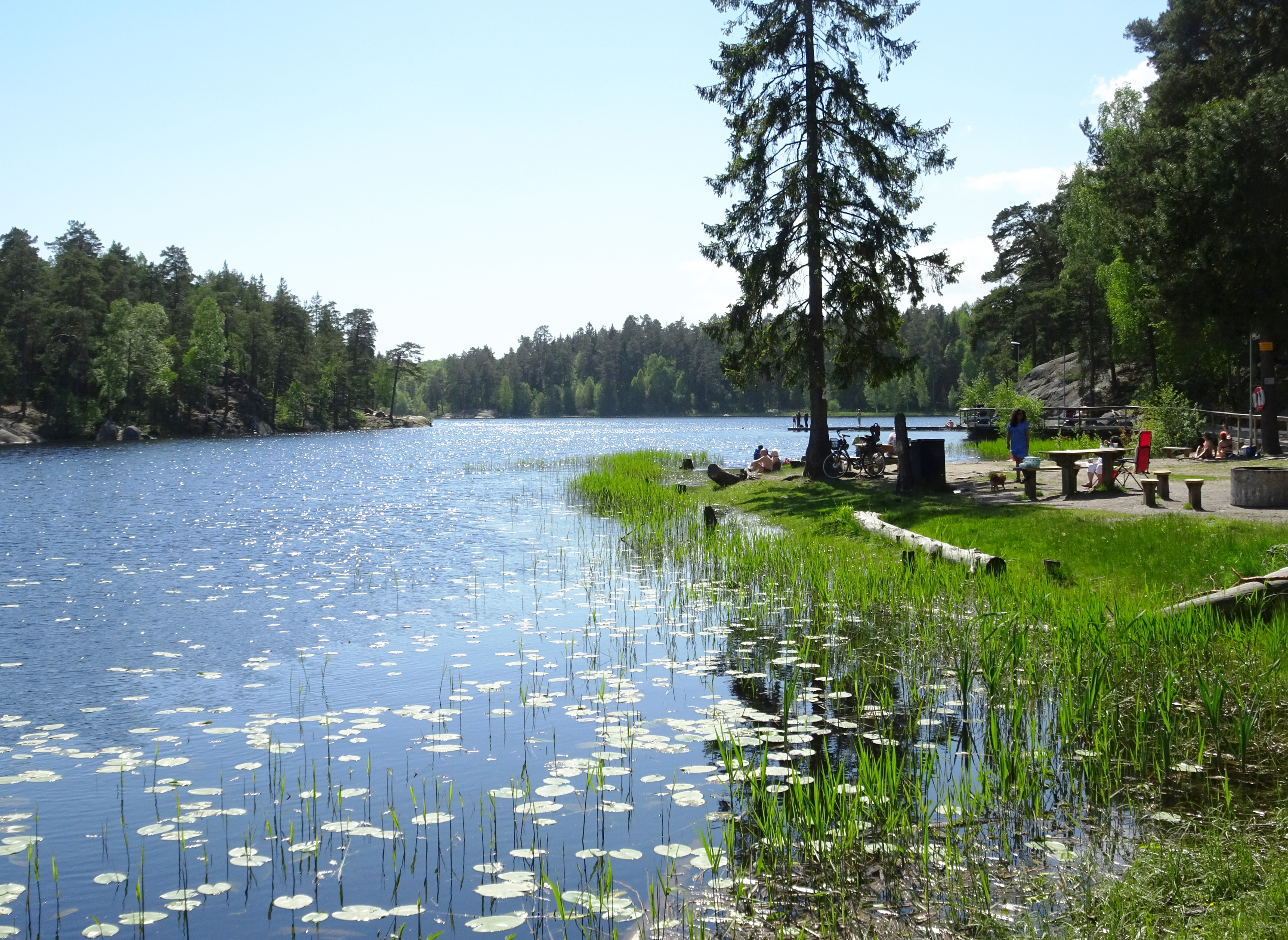
Vy mot söder.
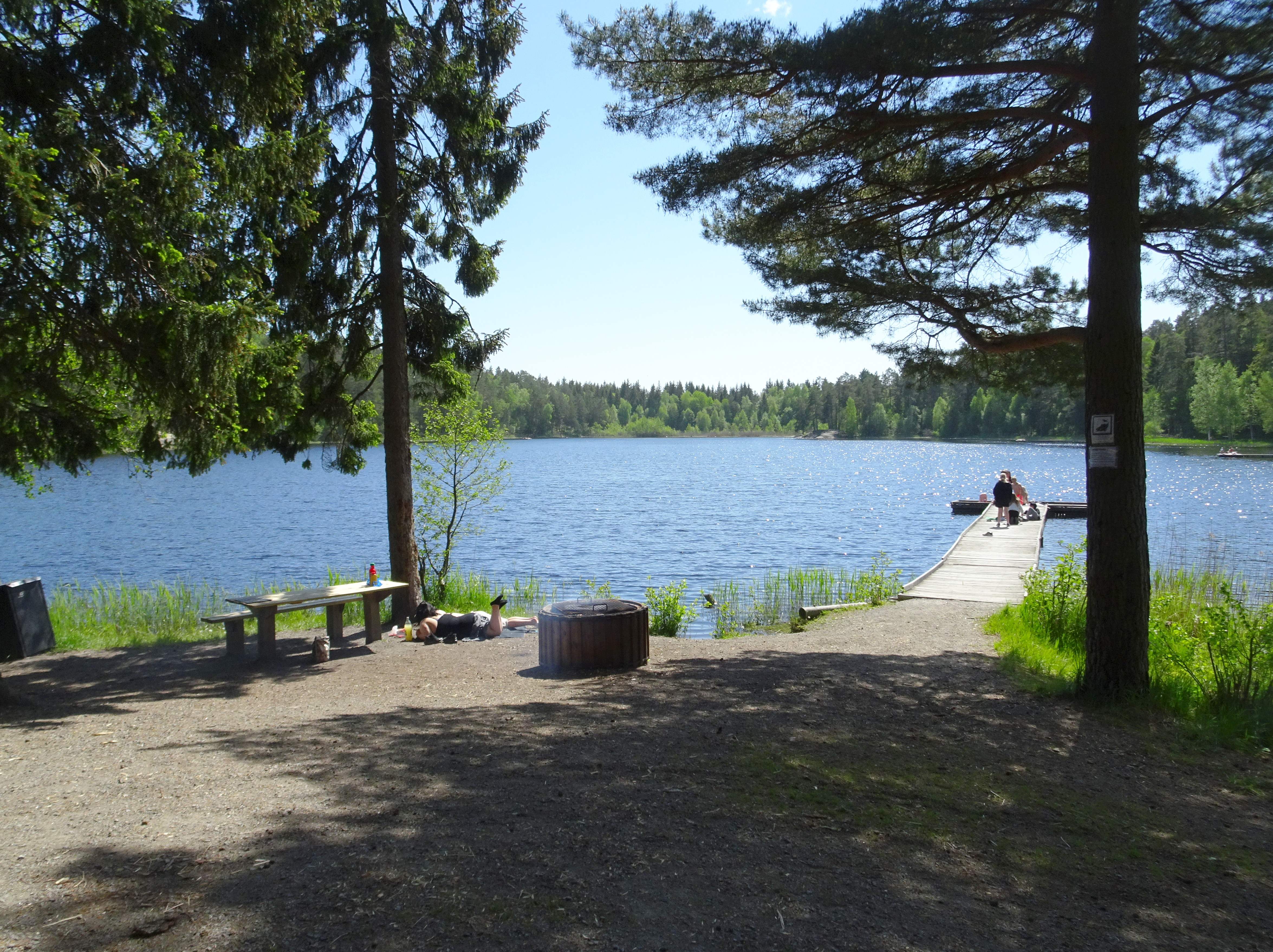
En av sjöns grillplatser.
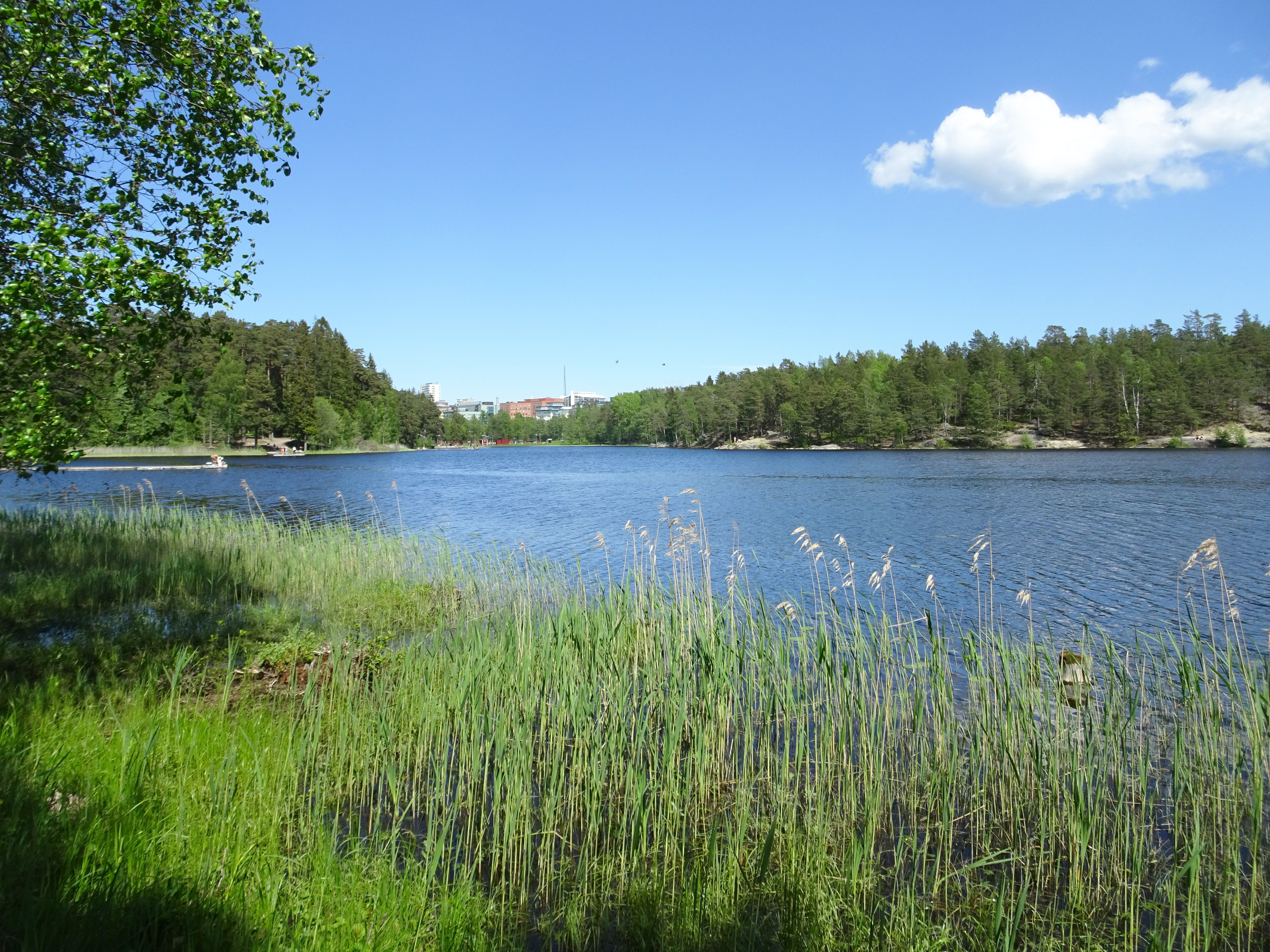
Vy mot norr.
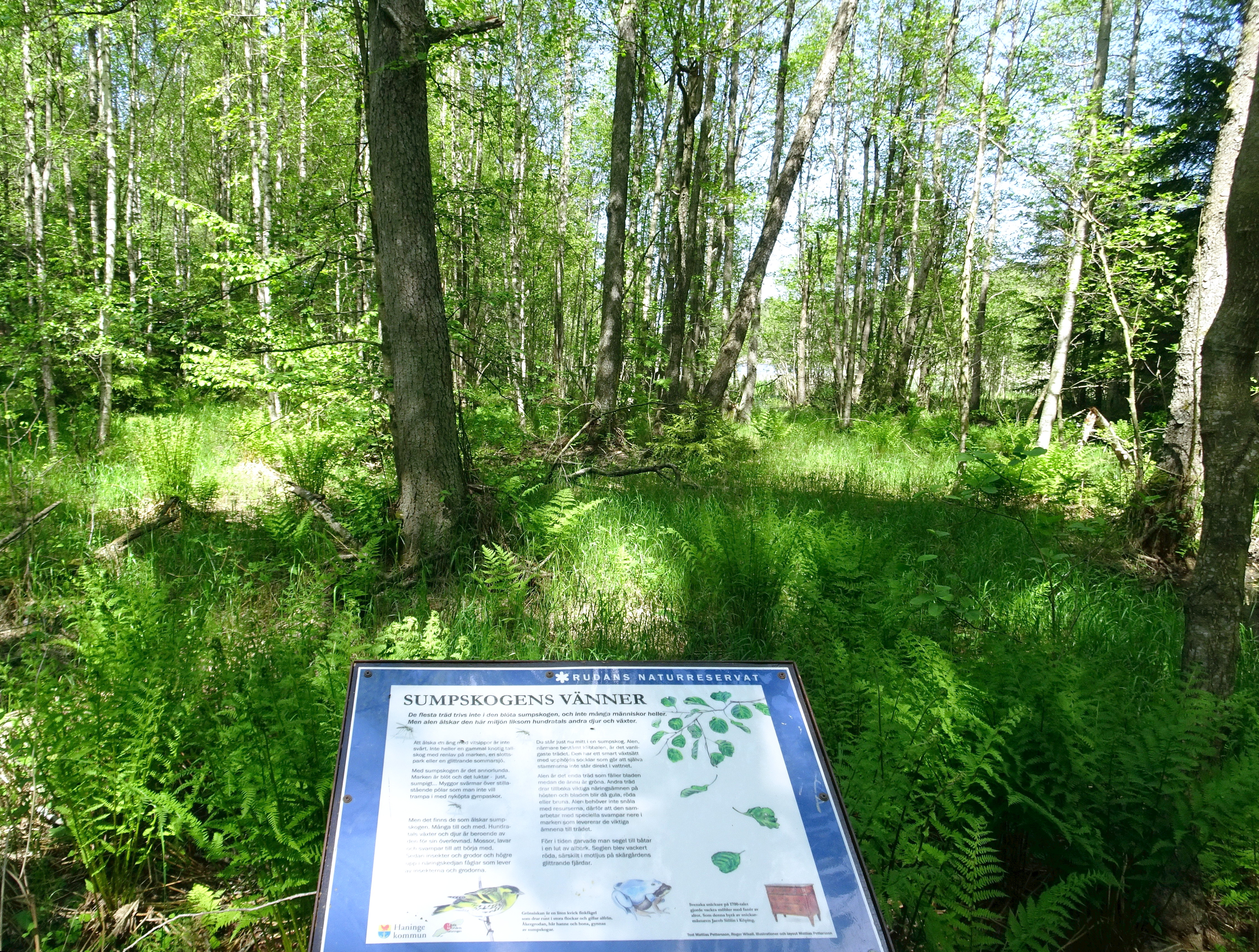
Sumpskogen vid södra sidan.

## Delavrinningsområde
Nedre Rudasjön ingår i delavrinningsområde (656253-163262) som SMHI kallar för Utloppet av Övre Rudasjön. Medelhöjden är 49 meter över havet och ytan är 2,75 kvadratkilometer. Det finns inga avrinningsområden uppströms utan avrinningsområdet är högsta punkten. Vattendraget som avvattnar avrinningsområdet har biflödesordning 2, vilket innebär att vattnet flödar genom totalt 2 vattendrag innan det når havet efter 15 kilometer. Avrinningsområdet består mestadels av skog (15 procent). Avrinningsområdet har 5,87 kvadratkilometer vattenytor vilket ger det en sjöprocent på 11,9 procent. Bebyggelsen i området täcker en yta av 35,23 kvadratkilometer eller 71 procent av avrinningsområdet.